# 해나 테일러고든
한나 테일러 고든(Hannah Taylor-Gordon, 1987년 3월 6일 ~ )은 잉글랜드의 배우이다. 1993년 영국 미니시리즈 '사상자'로 4살에 데뷔하였다.

## 출연 작품
- 잭 라이언 : 코드네임 쉐도우 (2014)
- 모세의 십계 (2006)
- 시크릿 패시지 (2004)
- 안네 프랑크 (2001)
- 맨스필드 파크 (1999)
- 제이콥의 거짓말 (1999)
- 야간 비행 (1997)
- 프랑켄슈타인 (1994)
- 영혼의 집 (1993)